# Веселокутська сільська рада (Таращанський район)
| Веселокутська сільська рада — колишній орган місцевого самоврядування у Таращанському районі Київської області з адміністративним центром у с. Веселий Кут. Водоймища на території, підпорядкованій даній раді: річка Гнилий Тікич. Сільській раді були підпорядковані населені пункти: - с. Веселий Кут |

## Склад ради
Рада складалася з 12 депутатів та голови.

### Керівний склад ради
| ПІБ                            | Основні відомості                                                         | Дата обрання | Дата звільнення |
| ------------------------------ | ------------------------------------------------------------------------- | ------------ | --------------- |
| Сулицький Сергій Петрович      | Сільський голова, 1960 року народження, освіта, член Партії регіонів      | 26.03.2006   | 31.10.2010      |
| Панасюк Олександр Анатолійович | Сільський голова, 1970 року народження, освіта вища, член Партії регіонів | 31.10.2010   |                 |

Примітка: таблиця складена за даними джерела